# Sphecodes ephippius
Sphecodes ephippius ist eine parasitische Biene (Kuckucksbiene) aus der Familie der Halictidae. Sie wird auf Deutsch auch Gewöhnliche Blutbiene genannt.

## Merkmale
Bei Sphecodes ephippius sind die Weibchen ca. 6 bis 9 mm lang, die Männchen 5 bis 7 mm. Die unterschiedliche Größe ist eine Anpassung an verschiedene Wirte. Die Art ist nur schwer zu bestimmen, insbesondere die Männchen können nur über die Genitalien bestimmt werden. Kopf und Thorax sind schwarz, der Hinterleib ist rot, nur das letzte Segment ist schwarz. Der Körper der Weibchen ist schütter behaart, die Cubtialader der Hinterflügel ist stark gebogen, Vorderrand der Hinterflügel mit nur 5 bis 7 Häkchen.

## Verbreitung
Diese Blutbiene ist nahezu über die ganze Paläarktis verbreitet. Sie ist aus Marokko bis Tunesien, aus Ägypten und Israel bekannt, und von Portugal über Europa bis Sibirien verbreitet. Im Norden ist die Art in Skandinavien bis über 62°N und im Süden bis Sizilien, Kreta und den Peloponnes zu finden. In Mitteleuropa ist sie fast überall zu nachgewiesen und relativ häufig.

## Lebensraum

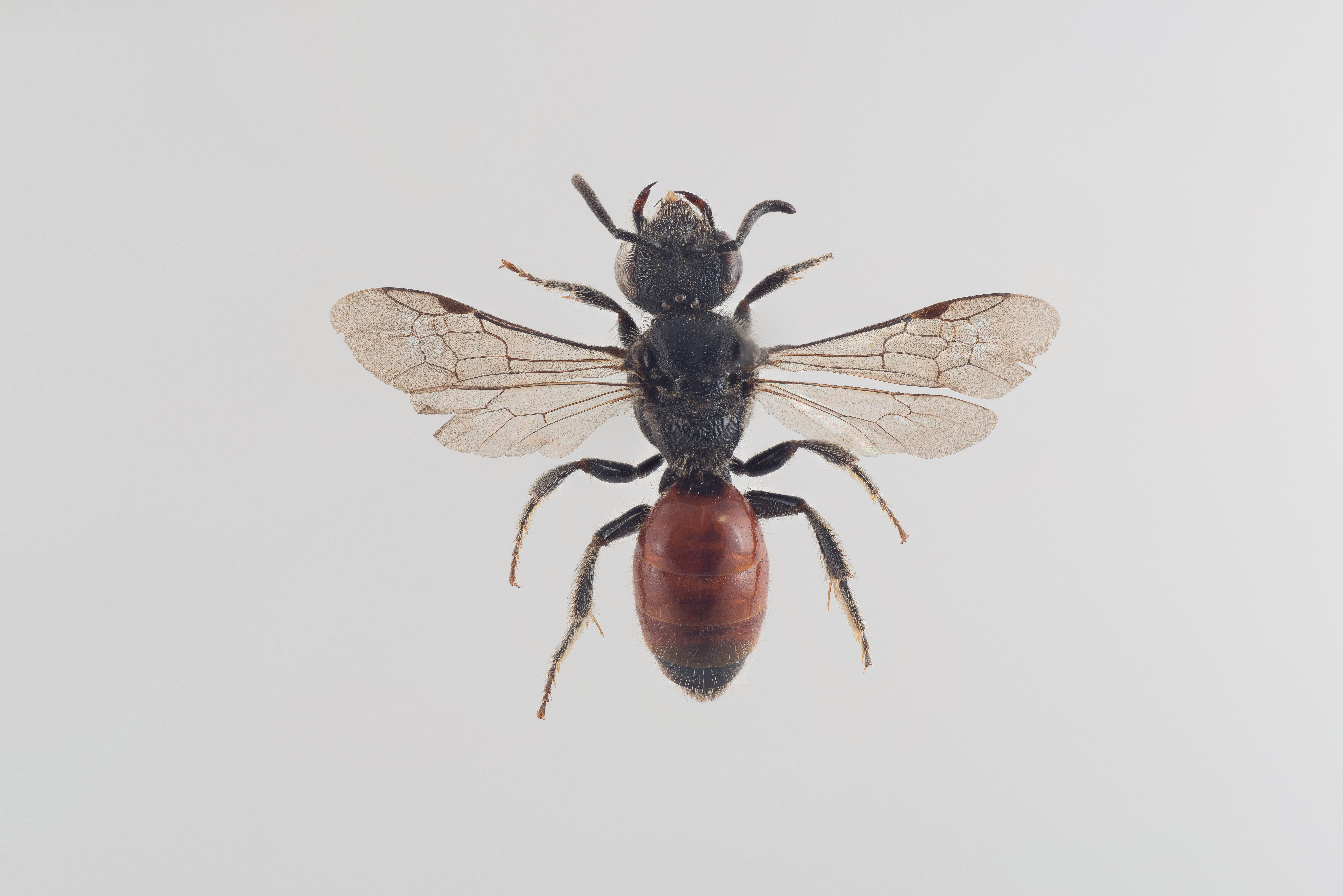
Specodes ephippius

S. ephippius zeigt keine strenge Habitatbindung. Man findet sie an Waldrändern, Gebüschen, Wiesen, Parks und in naturnahen Gärten.

## Wirte
Die Gewöhnliche Blutbiene parasitiert an sehr vielen verschiedenen Wirten. Besonders häufig werden die Furchenbienen Lasioglossum leucozonium und Halictus tumulorum parasitiert. Weitere Wirte sind Lasioglossum laticeps, L. fratellum, L. lativentre, L. malachurum, L. pauxillum, L. prasinum, L. quadrinotatulum, Halictus maculatus, H. rubicundus, H. subauratus, sowie die Sandbienen Andrena barbilabris, A. bicolor, A. chrysopyga, A. flavipes, A. labialis, A. minutula, A. ovatula und A. wilkella.

## Lebensweise
Sphecodes ephippus ist wie alle Arten der Gattung eine Kuckucksbiene, d. h. die Eier werden in Nester anderer Bienen gelegt. Die Weibchen fliegen von März bis Oktober, die Männchen von Mai bis Oktober. Näheres siehe zum Beispiel bei  S. crassus.